# Parque Nacional Har Us Nuur
El parque nacional Har Us Nuur (en mongol: Хар Ус Нуур) cubre una cadena de tres grandes lagos en la cuenca de los Grandes Lagos del oeste de Mongolia. Los lagos, Khar-Us Nuur, Khar Lake y Dörgön Lake están bordeados por marismas y cañaverales que son un importante lugar de cría para las aves, de las que se han identificado más de 200 especies en el parque. El monte Jargalant se encuentra en la orilla sur de Khar-Us. Este parque es distinto del parque nacional de Khyargas Nuur, otro gran lago de la región, pero a 60 km al norte.

## Topografía
El lago principal es el Khar-Us Nuur ("lago de aguas negras"), de 70 km en su mayor extensión. El Khar-Us se alimenta del Khovd Gol (río), que entra en un delta en el lado oeste. Al norte del lago, de 1.852 km2, hay una gran isla, Agbash ("Cabeza blanca"), de 274 km2. Inmediatamente al este de Khar-Us está el lago Khar ("Lago Negro", 565 km2), conectado por un canal con el lago Dörgön (300 km2) al sureste. Los dos primeros lagos son de agua dulce, el tercero es salino. En el extremo sur de Khar-Us se encuentra la montaña Jargalant, con una altitud de 3.796 metros. El parque está rodeado de estepa desértica semiárida. Los lagos, que hace 5.000 años formaban parte de un único lago más grande, se alimentan de ríos procedentes de los montes Altái circundantes.

## Clima y ecorregión
El clima de la zona es un clima semiárido frío (clasificación climática de Köppen (BSk)). Este clima es característico de los climas esteparios intermedios entre los climas desérticos húmedos, y típicamente presentan precipitaciones superiores a la evapotranspiración. Al menos un mes promedia por debajo de 0 grados Celsius (32,0 °F). La precipitación en el área promedia 122 mm/año. Los lagos están congelados durante la mitad del año (noviembre a abril). El parque está situado en la ecorregión estepa desértica de la Cuenca de los Grandes Lagos.

## Flora y fauna
En gran parte de las marismas se dan los  Phragmites communis (juncos). Las aves incluyen la malvasía cabeciblanca (Oxyura leucocephala) en peligro de extinción, el pelícano dálmata (Pelecanus crispus) casi amenazado (anteriormente se reproducía en el parque, pero últimamente solo está de paso) y el vulnerable ganso cisne (Anser cygnoides). Hay tres especies de peces endémicos, entre ellos el osman de Altái de cabeza estrecha (Oreoleuciscus angusticephalus). En la década de 1960 se introdujo en la zona la rata almizclera (Ondatra zibethicus) para la producción de pieles; han crecido en número y ejercen presión sobre los cañaverales.